# Монтажно-испытательный корпус
Монтажно-испытательный комплекс (МИК) — комплекс сооружений на космодроме, в которых производится расконсервация и монтаж элементов ступеней ракеты-носителя, а также тестирования, проверки и итоговые испытания оборудования, которое используется в космическом полёте. МИК является основным сооружением технической позиции космодрома.
В монтажно-испытательном комплексе может проводиться как горизонтальный, так и вертикальный монтаж ступеней ракеты и самого космического аппарата, но, как правило, внутри МИК производится именно горизонтальный монтаж, а вертикальная его часть оставляется для работ, проводимых уже непосредственно на стартовой платформе. 
Необходимость в монтажно-испытательных комплексах на космодромах связана с большими габаритами ракетно-космической техники, делающими невозможным ее транспортировку в собранном виде непосредственно с завода.

## Особенности строительства монтажно-испытательных комплексов
Монтажно-испытательный комплекс строится с учётом габаритов и технических требований ракеты-носителя или космического аппарата, для которого он создаётся. Так, например, для проекта космического корабля Буран на космодроме Байконур был построен специальный монтажно-испытательный корпус, который имеет номер 112 (на данный момент не сохранился, здание обрушилось 12 мая 2002 года).
На космодроме Восточный в 2021 году начато строительство специализированного монтажно-испытательного корпуса, предназначенного для ракет, которые должны будут доставить космонавтов на Луну.
Также на космодроме Восточный уже запланировано строительство отдельного монтажно-испытательного комплекса, предназначенного для постройки, монтажа и проведения наземных тестирований сверхтяжёлых ракет-носителей.
Помимо этого, на Восточном также есть унифицированный технический комплекс, объединяющий в себе несколько монтажно-испытательных корпусов, склад блоков, трансбордерную галерею и заправочную станцию. Создание такого комплекса в едином здании на Восточном было произведено впервые для России. Такой подход позволяет снизить расходы на транспортировку элементов по территории космодрома, а также снизить риски их повреждения. Объединение нескольких монтажно-испытательных комплексов под одной крышей при этом ранее уже применялось на космодроме Байконур.